# Бітгюммоле
Бітгюммоле (нід. Bitgummole) — село в нідерландській провінції Фрисландія. Входить до муніципалітету Вадхуке.
Його площа становить 5,11км², а населення станом на 2021 рік складало 910 осіб.
Перша згадка про населений пункт датується 1622 роком. Статус села отримав 1963 року.